# Stadium Merdeka
Pour les articles homonymes, voir Stadium.
Le Stadium Merdeka (Stade de l'Indépendance) est un stade situé à Kuala Lumpur en Malaisie.
Il a été construit pour la déclaration d'indépendance, le 31 août 1957. Outre des événements sportifs tels que les Jeux d'Asie du Sud-Est, le stade a accueilli des concerts d'artistes internationaux comme Céline Dion, Linkin Park et Michael Jackson.

## Évènements
Le Merdeka Stadium a hébergé les Jeux d'Asie du Sud-Est à quatre reprises : en 1965, 1971, 1977 et 1989. Il a également accueilli le combat de boxe entre Mohamed Ali et Joe Bugner en 1975.
Michael Jackson donna 2 concerts à guichets fermés durant sa tournée HIStory World Tour les 27 et 29 octobre 1996 devant plus de 110.000 spectateurs, un record jamais égalé depuis.
Le stade accueillit des déplacés après les émeutes du 13 mai 1969.